# Drganie charakterystyczne
Drganie charakterystyczne pewnej grupy atomów – takie drganie normalne molekuły, w którym amplitudy wychyleń zrębów (rdzeni) atomowych należącej do jednego ugrupowania (grupy funkcyjnej) są istotnie większe niż amplitudy wychyleń pozostałych zrębów. Innymi słowy, drganie pewnego ugrupowania znajdującego się w molekule ma decydujący wkład w drganie o tej charakterystycznej częstości. Jako dobry przykład służy drganie rozciągające grupy hydroksylowej. Jest to drganie o częstotliwości z zakresu 3500 do 4000 cm−1, w którym zręby atomowe tlenu i połączonego z nim bezpośrednio wodoru drgają z dużo większą amplitudą niż zręby pozostałych pierwiastków tworzących molekułę.
Z powodu dominacji w drganiu charakterystycznym wkładu energetycznego od jednego ugrupowania atomów, zmiany jego częstości pod wpływem podstawienia w pozostałej części molekuły są niewielkie. Częstości drgań charakterystyczne zmieniają się zatem tylko w niewielkich zakresach, bez względu na to jak skomplikowana jest molekuła. Dlatego też znając pasma odpowiadające częstościom charakterystycznym, a następnie rejestrując i analizując widmo IR lub oscylacyjne widmo Ramana jesteśmy w stanie określić grupy funkcyjne wchodzące w skład danego związku organicznego.